# Album al numero uno nella Billboard 200 nel 1999

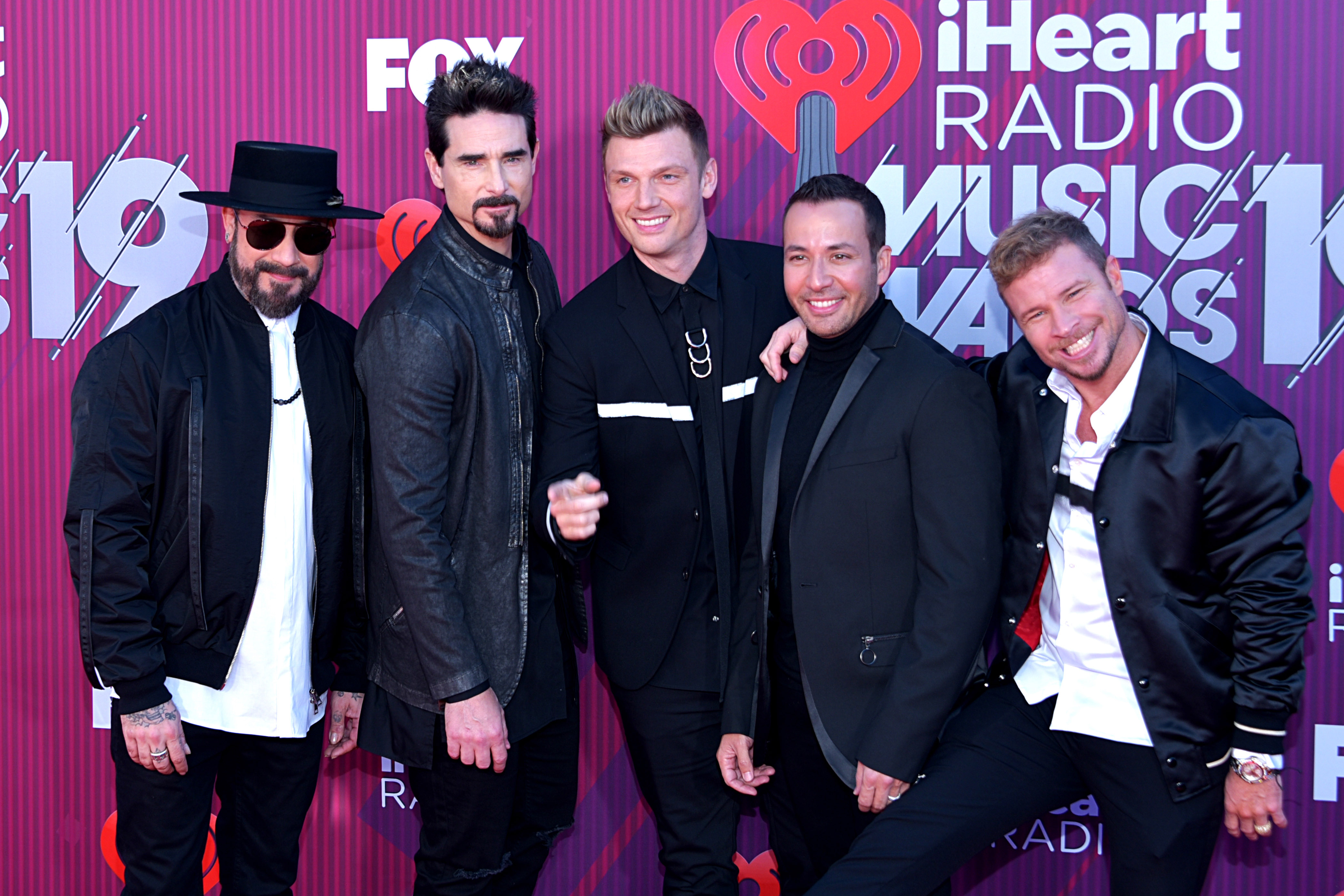
Grazie a Millennium, i Backstreet Boys hanno stabilito un nuovo record per il maggior numero di dischi venduti in una settimana, con più di 1.1 milioni di copie, sin da quando la Nielsen SoundScan ha iniziato a raccogliere i dati delle vendite dal 1991.

Di seguito è proposta la lista degli album al numero uno nella Billboard 200 nel 1999.
La Billboard 200, pubblicata dalla rivista Billboard, è una classifica settimanale che considera i 200 album e EP più venduti negli Stati Uniti. I dati sono raccolti e compilati dalla Nielsen SoundScan prendendo in considerazione una serie di negozi a rappresentanza del 90% del mercato musicale statunitense. Oltre ai negozi di musica vengono presi in considerazione anche i reparti di musica nei negozi di elettronica e nei centri commerciali, così come le vendite business-to-consumer e quelle tramite internet.
Durante il 1999 sono stati 22 gli album che hanno raggiunto la prima posizione della Billboard 200, ai quali si aggiunge Double Live di Garth Brook's che aveva già raggiunto la vetta nel dicembre 1998.
Flesh of My Flesh, Blood of My Blood, del rapper DMX  ha debuttato in prima posizione, diventando il suo secondo album a riuscirsi.
L'album di debutto della cantante pop Britney Spears, ...Baby One More Time, è rimasto in vetta per 6 settimane non consecutive. L'album ha ottenuto la certificazione di diamante dalla RIAA, rendendola la più giovane artista a raggiungere la soglia delle 10 milioni di copie vendute e l'artista donna con il maggior numero di vendite del 1999.
Fanmail, il terzo album delle TLC, è stato l'album hip hop più venduto dell'anno, rimanendo in prima posizione per 5 settimane non consecutive e vincendo anche il Grammy Award al miglior album R&B alla 42ª edizione dei Grammy Awards.
I Am…, il terzo album in studio del rapper Nas, è rimasto in vetta per 2 settimane consecutive ed è stato certificato due volte platino dalla RIAA.
Il cantante pop portoricano Ricky Martin, con il suo omonimo album, ha venduto 6 milioni di copie ed è diventato il solista uomo con le maggiori vendite dell'anno.
Millennium della boy band Backstreet Boys ha passato 10 settimane non consecutive alla prima posizione della Billboard 200, venendo 1.130 milioni di copie nella sua prima settimana, stabilendo il nuovo record per il maggior numero di copie vendute in una settimana sin da quando la Nielsen SoundScan ha iniziato a raccogliere i dati delle vendite nel 1991. Millennium è stato l'album più venduto del 1999, con oltre 11 milioni di copie vendute. L'album ha anche ricevuto una nomination a album dell'anno e al miglior album pop vocale ai Grammy Awards.
La band Nu metal Limp Bizkit ha pubblicato il suo secondo album, Significant Other, che ha debuttato alla prima posizione e ha venduto più di 5 milioni di copie a fine anno.
L'omonimo album di debutto di Christina Aguilera, pubblicato nell'agosto 1999, è stato spinto dal suo primo single Genie in a Bottle, che ha raggiunto la prima posizione della Billboard Hot 100 del 1999 per 5 settimane, aiutando l'album a raggiungere la vetta a settembre dello stesso anno e vendendo più di 5 milioni di copie al gennaio 2000.
Supernatural, album dei Santana, è stato l'album con la più lunga permanenza dell'anno, 12 settimane non consecutive spese tra il 1999 e il 2000, diventando il loro primo album numero in 28 anni. L'album ha venduto 5 milioni di copie nel 1999 e ha vinto due Grammy Awards: uno per miglior album rock e uno per l'album dell'anno. Born Again di The Notorious B.I.G.è stato il secondo album dell'artista a raggiungere la vetta da postumo, e il settimo album postua raggiungere la prima posizione durante gli anni '90.

## Billboard 200
| † | Indica l'album con le migliori prestazioni del 1999. |

| Data         | Album                                | Artista                  | Tot. sett. #1 | Unità vendute | Fonti           |
| ------------ | ------------------------------------ | ------------------------ | ------------- | ------------- | --------------- |
| 2 gennaio    | Double Live                          | Garth Brooks             | 5             | 548.000       | [ 12 ] [ 13 ]   |
| 9 gennaio    | Flesh of My Flesh, Blood of My Blood | DMX                      | 3             | 670.000       | [ 14 ] [ 15 ]   |
| 16 gennaio   | Flesh of My Flesh, Blood of My Blood | DMX                      | 3             | 248.000       | [ 16 ]          |
| 23 gennaio   | Flesh of My Flesh, Blood of My Blood | DMX                      | 3             | 134.672       | [ 17 ] [ 18 ]   |
| 30 gennaio   | ...Baby One More Time                | Britney Spears           | 6             | 120.567       | [ 19 ] [ 20 ]   |
| 6 febbraio   | Made Man                             | Silkk The Shocker        | 1             | 240.244       | [ 21 ] [ 22 ]   |
| 13 febbraio  | Chyna Doll                           | Foxy Brown               | 1             | 172.000       | [ 23 ] [ 24 ]   |
| 20 febbraio  | …Baby One More Time                  | Britney Spears           | 6             | 182.000       | [ 25 ]          |
| 27 febbraio  | …Baby One More Time                  | Britney Spears           | 6             | 229.000       | [ 26 ] [ 27 ]   |
| 6 marzo      | …Baby One More Time                  | Britney Spears           | 6             | 198.000       | [ 28 ] [ 29 ]   |
| 13 marzo     | FanMail                              | TLC                      | 5             | 318.000       | [ 30 ]          |
| 20 marzo     | FanMail                              | TLC                      | 5             | 226.000       | [ 31 ] [ 32 ]   |
| 27 marzo     | FanMail                              | TLC                      | 5             | 202.000       | [ 33 ] [ 34 ]   |
| 3 aprile     | FanMail                              | TLC                      | 5             | 192.988       | [ 35 ] [ 36 ]   |
| 10 aprile    | …Baby One More Time                  | Britney Spears           | 6             | 167,900       | [ 37 ] [ 38 ]   |
| 17 aprile    | …Baby One More Time                  | Britney Spears           | 6             | 272.820       | [ 39 ] [ 40 ]   |
| 24 aprile    | I Am…                                | Nas                      | 2             | 471.000       | [ 41 ]          |
| 1º maggio    | I Am…                                | Nas                      | 2             | 206.000       | [ 42 ] [ 43 ]   |
| 8 maggio     | FanMail                              | TLC                      | 5             | 180.000       | [ 44 ] [ 45 ]   |
| 15 maggio    | Ryde or Die Vol. 1                   | Artisti vari             | 1             | 283.000       | [ 46 ] [ 47 ]   |
| 22 maggio    | A Place in the Sun                   | Tim McGraw               | 1             | 251.000       | [ 48 ] [ 49 ]   |
| 29 maggio    | Ricky Martin                         | Ricky Martin             | 1             | 660.807       | [ 50 ] [ 51 ]   |
| 5 giugno     | Millennium †                         | Backstreet Boys          | 10            | 1.133.505     | [ 52 ] [ 53 ]   |
| 12 giugno    | Millennium †                         | Backstreet Boys          | 10            | 621.621       | [ 53 ] [ 54 ]   |
| 19 giugno    | Millennium †                         | Backstreet Boys          | 10            | 438.000       | [ 55 ]          |
| 26 giugno    | Millennium †                         | Backstreet Boys          | 10            | 371.000       | [ 56 ]          |
| 3 luglio     | Millennium †                         | Backstreet Boys          | 10            | 338.000       | [ 57 ] [ 58 ]   |
| 10 luglio    | Significant Other                    | Limp Bizkit              | 4             | 634.000       | [ 59 ] [ 60 ]   |
| 17 luglio    | Significant Other                    | Limp Bizkit              | 4             | 334.500       | [ 61 ] [ 62 ]   |
| 24 luglio    | Significant Other                    | Limp Bizkit              | 4             | 264.000       | [ 63 ]          |
| 31 luglio    | Millennium †                         | Backstreet Boys          | 10            | 272.000       | [ 64 ]          |
| 7 agosto     | Millennium †                         | Backstreet Boys          | 10            | 244.900       | [ 65 ]          |
| 14 agosto    | Significant Other                    | Limp Bizkit              | 4             | 250.241       | [ 66 ] [ 67 ]   |
| 21 agosto    | Millennium †                         | Backstreet Boys          | 10            | 233.000       | [ 68 ] [ 69 ]   |
| 28 agosto    | Millennium †                         | Backstreet Boys          | 10            | 250.000       | [ 70 ]          |
| 4 settembre  | Millennium †                         | Backstreet Boys          | 10            | 242.000       | [ 71 ] [ 72 ]   |
| 11 settembre | Christina Aguilera                   | Christina Aguilera       | 1             | 252.800       | [ 73 ] [ 74 ]   |
| 18 settembre | Fly                                  | Dixie Chicks             | 2             | 341.138       | [ 75 ] [ 76 ]   |
| 25 settembre | Fly                                  | Dixie Chicks             | 2             | 203.000       | [ 77 ] [ 78 ]   |
| 2 ottobre    | Ruff Ryders' First Lady              | Eve                      | 1             | 213.000       | [ 79 ] [ 80 ]   |
| 9 ottobre    | The Fragile                          | Nine Inch Nails          | 1             | 228.746       | [ 81 ] [ 82 ]   |
| 16 ottobre   | Human Clay                           | Creed                    | 2             | 315.000       | [ 83 ] [ 84 ]   |
| 23 ottobre   | Human Clay                           | Creed                    | 2             | 190.055       | [ 85 ] [ 86 ]   |
| 30 ottobre   | Supernatural                         | Santana                  | 12            | 169.500       | [ 87 ] [ 88 ]   |
| 6 novembre   | Supernatural                         | Santana                  | 12            | 183.000       | [ 89 ] [ 90 ]   |
| 13 novembre  | Supernatural                         | Santana                  | 12            | 199.000       | [ 91 ] [ 92 ]   |
| 20 novembre  | The Battle of Los Angeles            | Rage Against the Machine | 1             | 430.000       | [ 93 ] [ 94 ]   |
| 27 novembre  | Breathe                              | Faith Hill               | 1             | 242.229       | [ 95 ] [ 96 ]   |
| 4 dicembre   | Issues                               | Korn                     | 1             | 573.785       | [ 97 ] [ 98 ]   |
| 11 dicembre  | All the Way... A Decade of Song      | Celine Dion              | 3             | 393.927       | [ 99 ] [ 100 ]  |
| 18 dicembre  | All the Way... A Decade of Song      | Celine Dion              | 3             | 327.000       | [ 101 ] [ 102 ] |
| 25 dicembre  | Born Again                           | The Notorious B.I.G.     | 1             | 485.000       | [ 103 ] [ 104 ] |

Note:
1. ↑  Ha raggiunto il numero uno anche nel 1998
2. ↑  Ha raggiunto il numero uno anche nel 2000
3. ↑  Ha raggiunto il numero uno anche nel 2000